# Vytebet'
Il Vytebet' (in russo Вытебеть?) è un fiume della Russia europea, affluente di destra della Žizdra, nel bacino dell'Oka. Scorre nelle oblast' di Brjansk, Orël e Kaluga. È il principale fiume che scorre nel parco nazionale della Polesia di Orël.

## Descrizione
Il fiume ha origine nei pressi del villaggio di Jakovleva. Scorre in direzione settentrionale per tutto il suo percorso. Il corso superiore è in una zona priva di alberi e parzialmente paludosa, in seguito entra in una serie di foreste che lo accompagnano quasi fino alla foce. La larghezza nel corso superiore è di 3-5 m, e nel corso inferiore di 30-40 m. La profondità va dai 40 cm ai 2 m, in alcuni punti è di 4-6 m. Sfocia nella Žizdra a 92 km dalla foce. Ha una lunghezza di 133 km, il suo bacino è di 1 760 km². Gela dalla fine di novembre all'inizio di aprile. Le rive del fiume sono scarsamente popolate.